# Hippocampus erectus
Северни морски коњић (Hippocampus erectus) је зракоперка из реда Syngnathiformes и породице морских коњића и морских шила (Syngnathidae).

## Распрострањење
Ареал северног морског коњића обухвата већи број држава. 
Врста има станиште у Аргентини, Мексику, Никарагви, Костарици, Хондурасу, Белизеу, Канади, Венецуели, Сједињеним Америчким Државама, Панами, Гватемали, Куби, Хаитију, Светом Китсу и Невису, Бермудским острвима, Бахамским острвима, и Француској. Присуство у Бразилу и Суринаму је непотврђено.

## Станиште
Станиште врсте су морски екосистеми.

## Угроженост
Ова врста се сматра рањивом у погледу угрожености врсте од изумирања.